# كرية (مقاطعة دورة)
كرية (بالفارسية: کریه) هي قرية تقع في قسم تشكن الريفي (مقاطعة دورة) في إيران. يقدر عدد سكانها بـ 82 نسمة .